# Marga Beck
Marga Beck (* 11. Mai 1938 in Primkenau, Kreis Sprottau, Schlesien) ist eine deutsche Politikerin (CDU, bis 1990 DDR-CDU). Von 1990 bis 1994 war sie Mitglied des Brandenburgischen Landtags.

## Leben
Beck besuchte die Erweiterte Oberschule und machte eine Ausbildung zur Wasserbaufacharbeiterin. 1956 bis 1959 besuchte sie die Ingenieurschule für Wasserwirtschaft in Magdeburg. Danach war sie als Bauleiterin und Geschäftsführerin im Bauwesen tätig. Sie ist katholisch und seit 1969 mit Wolfram Beck (* 1930), von 1990 bis 1993 Landrat des Kreises Lübben, verheiratet. Sie leben in Lübben (Spreewald) und haben vier Söhne (Wolfram, Tilman, Knut, Ben). Beck ist Mitglied der IHK.

## Politik
Beck trat 1959 in die CDU der DDR ein, die sich nach der Wende 1989/90 der CDU anschloss. Sie wirkte als Abgeordnete des Bezirkstages Cottbus und auch im Bezirksvorstand ihrer Partei. Bei den Wahlen zum 1. Brandenburgischen Landtag 1990 zog sie als Direktkandidatin des Wahlkreises Lübben-Luckau (bestehend aus den Kreisen Lübben und Luckau) ins Parlament ein. Dort war sie stellvertretendes Mitglied in dem Ausschuss für Landesentwicklung und Umweltschutz, dem Ausschuss für Stadtentwicklung, Wohnen und Verkehr und dem Ausschuss für Wirtschaft, Mittelstand und Technologie. Vom letztgenannten war sie ab Oktober 1991 stellvertretende Vorsitzende.